# Сытенко, Михаил Дмитриевич
Михаи́л Дми́триевич (Деми́дович) Сыте́нко (8 ноября 1918, село Троицкое, Бахмутский уезд, Екатеринославская губерния, УССР — 2 марта 2009) — советский дипломат. Чрезвычайный и полномочный посол.

## Биография
Учился в сельской школе, с 1938 по 1939 год в Харьковском институте иностранных языков, из которого был откомандирован на Высшие курсы переводчиков при ЦК ВКП(б) в Москве, в 1941 году экстерном закончил 1-й Московский государственный институт иностранных языков. В 1941-1942 годах обучался в Военном институте иностранных языков (английскому и китайскому). С 1956 по 1958 год — слушатель Высшей дипломатической школы, которую окончил с присвоением ранга чрезвычайного и полномочного посланника 2 класса. Член ВКП(б).
- В 1942—1943 годах — сотрудник центрального аппарата НКИД СССР.
- В 1943—1945 годах — сотрудник посольства СССР при Союзных правительствах в Лондоне.
- В 1945 году — сотрудник центрального аппарата НКИД СССР.
- В 1945—1946 годах — сотрудник посольства СССР в Чехословакии.
- В 1946—1954 годах — сотрудник центрального аппарата МИД СССР.
- В 1954—1955 годах — заместитель заведующего IV Европейским отделом МИД СССР.
- В 1955—1956 годах — советник посольства СССР в Чехословакии.
- В 1956—1958 годах — слушатель ВДШ МИД СССР.
- В 1958—1959 годах — сотрудник центрального аппарата МИД СССР.
- С 24 апреля 1959 по 1 ноября 1962 года — чрезвычайный и полномочный посол СССР в Гане[2].
- В 1962—1965 годах — заведующий II Африканским отделом МИД СССР.
- С 24 апреля 1965 по 24 июля 1969 года — чрезвычайный и полномочный посол СССР в Индонезии[3].
- В 1969—1978 годах — заведующий Отделом стран Ближнего Востока МИД СССР.
- В 1971—1978 годах — член Коллегии МИД СССР.
- В 1978—1980 годах — заместитель генерального секретаря ООН по политическим вопросам и делам Совета Безопасности ООН.
- В 1981—1983 годах — посол по особым поручениям МИД СССР.
- В 1983—1986 годах — постоянный представитель СССР при Отделении ООН и других международных организациях в Женеве[4].
- В 1986—1991 годах — посол по особым поручениям МИД СССР.

В марте 1991 года, «не сработавшись» с министром иностранных дел Козыревым, попросил освободить его от работы в связи с уходом на пенсию. Умер 2 марта 2009 года в Москве. Похоронен на Кунцевском кладбище.

### Семья
Супруга — Туманова Вера Николаевна (1919—1980). Дети — Сытенко Владимир Михайлович (род. 1944), Белова Галина Михайловна (род. 1947), Погодина Ольга Михайловна (род. 1958).

## Награды
- Медаль «В память 800-летия Москвы» (1948)
- Медаль «За трудовую доблесть» (ноябрь 1954)
- Орден Ленина (31 декабря 1966)
- Медаль «За доблестный труд» (апрель 1970)
- Орден Трудового Красного Знамени (22 октября 1971, 20 мая 1981)
- Орден Октябрьской Революции (21 июня 1976)
- Медаль «За укрепление боевого содружества» (май 1985)